# Nantwich
Nantwich (/ˈnæntwɪtʃ/ NAN-twitch) é uma cidade mercantil e paróquia civil na autoridade unitária de Cheshire East, em Cheshire, Inglaterra. Está entre as maiores concentrações de edifícios classificados na Inglaterra, com exemplos notavelmente bons da arquitetura Tudor e Georgiana. Sua população era de 14.045 habitantes em 2021.

## História
As origens do assentamento remontam à época romana, quando o sal de Nantwich era usado pelas guarnições romanas em Chester (Deva Vitoriosa) e Stoke-on-Trent como conservante e condimento. O sal tem sido usado na produção de queijo de Cheshire e na indústria de curtume, ambos produtos da indústria de laticínios baseada na planície de Cheshire ao redor da cidade. Nant vem do galês e significa riacho ou córrego. Wich e wych são nomes usados para designar fontes ou poços de salmoura. Em 1194, há uma referência à cidade como sendo chamada de Nametwihc, o que indicaria que ela já foi o local de um nemeton celta pré-romano ou bosque sagrado.
No Domesday Book de 1086, Nantwich é registrada como tendo oito casas de sal. Ela tinha um castelo e era a capital de um baronato dos condes de Chester e de uma das sete hundreds de Cheshire medieval. Nantwich é um dos poucos lugares em Cheshire a ser marcado no Mapa de Gough, que data de 1355 a 1366. Foi registrada pela primeira vez como uma área urbana na época da Conquista Normanda, quando os normandos queimaram a cidade até o chão, deixando apenas um prédio de pé.
Acredita-se que a cidade tenha sido um centro de produção de sal a partir do século X ou antes. O castelo normando foi construído no cruzamento do Rio Weaver antes de 1180, provavelmente perto de onde o hotel Crown Inn está agora. Embora nada tenha restado do castelo acima do solo, ele afetou o arranjo da cidade. Durante o período medieval, Nantwich era a cidade de sal mais importante e provavelmente o segundo assentamento mais importante do condado, depois de Chester. No século XIV, ela mantinha um mercado semanal de gado no final do que hoje é a Rua Beam, e também era importante para sua indústria de curtume, centrada na Rua Barker.

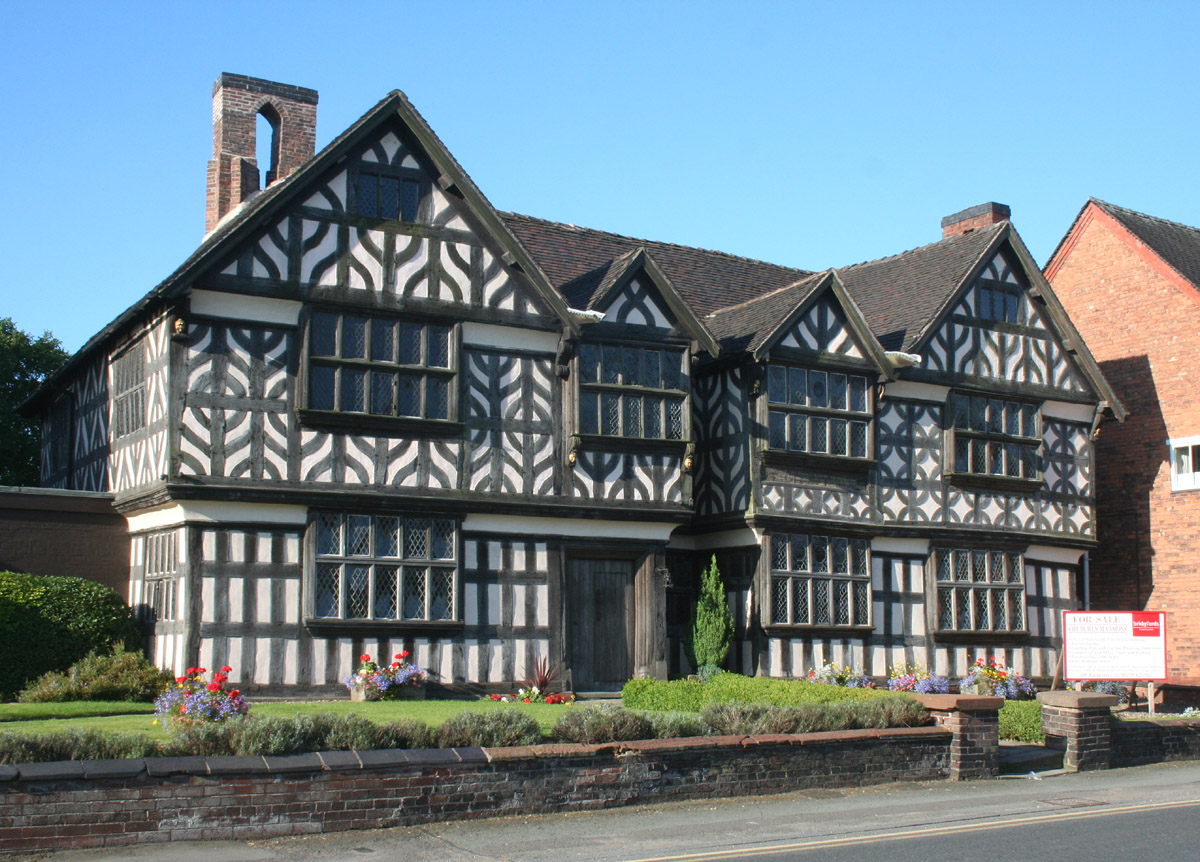
Churche's Mansion, um dos poucos edifícios em Nantwich que sobreviveram ao incêndio de 1583

Um incêndio em dezembro de 1583 destruiu a maior parte da cidade a leste do Weaver. Elizabeth I contribuiu com fundos para a reconstrução da cidade, que ocorreu rapidamente e seguiu o plano da cidade destruída. A Rua Beam foi renomeada para refletir o fato de que a madeira (incluindo a madeira da Floresta de Delamere) para reconstruir a cidade foi transportada ao longo dela. Uma placa marcando o 400º aniversário do incêndio e da reconstrução de Nantwich foi inaugurada pelo Duque de Gloucester em 20 de setembro de 1984.
Desde a época da Reforma Henriciana, a cidade tinha dificuldade em encontrar bons pregadores protestantes. Um exemplo desse problema foi Stephen Jerome, um pregador puritano que, em 1625, tentou estuprar uma de suas servas, Margaret Knowsley. Os rumores sobre esse fato se espalharam pela cidade, o que acabou levando Knowsley à prisão e à vergonha pública em 1627. Alguns anos depois, Jerome foi para a Irlanda para continuar sua carreira de pregador.
Durante a Guerra Civil Inglesa, Nantwich se declarou a favor do Parlamento e foi sitiada várias vezes pelas forças Realistas. Um último cerco de seis semanas foi levantado após uma vitória parlamentar na Batalha de Nantwich em 26 de janeiro de 1644. Esse fato tem sido reencenado como "Holly Holy Day" em todos os aniversários desde 1973 pela Sealed Knot, uma instituição de caridade educacional. O nome foi tirado de ramos comemorativos de azevinho usados pelos habitantes da cidade em bonés ou em roupas nos anos após a batalha.
A indústria do sal atingiu seu auge em meados do século XVI, com cerca de 400 casas de sal em 1530, mas quase desapareceu no final do século XVIII; a última casa de sal fechou em meados do século XIX. Nikolaus Pevsner considerou que o declínio da indústria do sal foi fundamental para a preservação dos edifícios históricos da cidade. O último curtume fechou em 1974. A localização da cidade na estrada Londres-Chester fez com que Nantwich começasse a atender às necessidades dos viajantes nos tempos medievais. Esse comércio entrou em declínio no século XIX com a abertura da estrada de Telford de Londres a Holyhead, que oferecia uma rota mais rápida para o País de Gales, e mais tarde com a Grand Junction Railway, que contornava a cidade.

### Moinho de Nantwich
A presença de um moinho de água ao sul da Ponte de Nantwich foi registrada em 1228 e novamente por volta de 1363, por meio do corte de uma valeta d'água ou leat e da criação de um açude a montante. A Mill Island resultante foi atribuída ao século XVI, possivelmente depois que o moinho original foi destruído no Grande Incêndio de Nantwich em 1583.
Em meados do século XVII, o moinho foi adquirido pelos proprietários de terras locais, os Cholmondeleys, que o mantiveram até a década de 1840. Originalmente um moinho de milho, ele se tornou um moinho de algodão (Bott's Mill) de 1789 a 1874, mas voltou a ser um moinho de milho e foi registrado como tal no mapa da Primeira Edição do Ordnance Survey de Nantwich em 1876. Por volta de 1890, uma turbina foi instalada para substituir a roda d'água.
O moinho foi demolido na década de 1970 após um incêndio e, em seguida, passou por um processo de paisagismo, com estabilização adicional das fundações do moinho em 2008. Atualmente, ele faz parte de uma área de parque à beira do rio. Propostas, até agora não seguidas, foram feitas para a geração de energia hidrelétrica em pequena escala usando a corrida do moinho. A Nantwich Mill Hydro Generation Ltda foi incorporada em abril de 2009, mas ficou inativa em dezembro de 2016.

### Banhos de salmoura
As fontes de salmoura de Nantwich eram usadas para fins de spa ou hidroterapia em dois locais: a piscina central de Snow Hill, inaugurada em 1883, onde a piscina de salmoura ao ar livre ainda está em uso, e o Hotel Brine Baths, localizado em um parque de 28 hectares ao sul da cidade, de 1890 a meados do século XX. O hotel era originalmente uma mansão, Shrewbridge Hall, construída para Michael Bott (proprietário do Nantwich Mill) em 1828. Foi comprado pela Companhia Nantwich Brine and Medicinal Baths em 1883, ampliado e inaugurado como hotel em 1893, com "uma suíte bem equipada de banhos medicinais e de salmoura", - também descritos como os "banhos salinos mais fortes do mundo". Esses banhos eram usados para tratar pacientes com doenças que incluíam gota, reumatismo, ciática e neurite, usando duas suítes de banhos.
O terreno do hotel incluía jardins, quadras de tênis, um campo de golfe de nove buracos e um campo de boliche. O último sobrevive até hoje no Clube de Boliche Nantwich Park Road, fundado em 1906.
O hotel serviu como um hospital auxiliar durante a Primeira Guerra Mundial. e, na Segunda Guerra Mundial, tornou-se uma base do exército e depois acomodou o pessoal da WAAF (Força Aérea Auxiliar Feminina). Fechou como hotel em 1947 e, em 1948, tornou-se uma casa de convalescença para mineiros. Em 1952, a casa foi fechada e o edifício foi colocado à venda sem sucesso, sendo demolido em 1959. Posteriormente, o terreno foi desenvolvido para moradias - Brine Baths Estate - e escolas (Escola Brine Leas e Escola Primária Weaver).

## Governança
O Conselho dos Bairros de Crewe e Nantwich foi abolido em 1º de abril de 2009; a paróquia civil agora é administrada pela autoridade unitária de Cheshire East. O bairro foi formado em 1974, quando a Lei do Governo Local de 1972 substituiu os conselhos distritais urbanos e rurais por um sistema uniforme de distritos maiores. Algumas responsabilidades de administração da cidade do Conselho do Distrito Urbano de Nantwich passaram para o Conselho Municipal de Nantwich, enquanto as responsabilidades do Conselho do Distrito Rural de Nantwich passaram para o bairro combinado de Crewe e Nantwich.
Desde 1983, Nantwich faz parte do distrito eleitoral parlamentar de Crewe e Nantwich. Entre 1955 e 1983, Nantwich foi um distrito eleitoral parlamentar em seu próprio direito, cobrindo em grande parte as áreas administradas pelos conselhos distritais urbanos e rurais de Nantwich (as áreas rurais ao sul, oeste e norte de Nantwich agora fazem parte do distrito eleitoral de West Cheshire Eddisbury).

## Locais de interesse

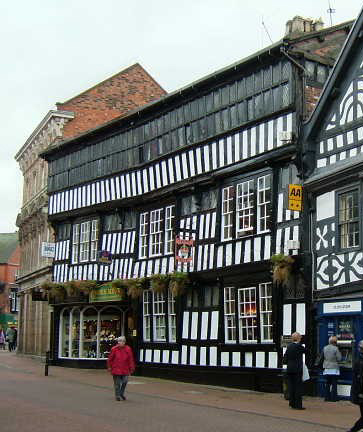
Hotel Crown

Nantwich tem uma das maiores coleções de prédios históricos do condado, perdendo apenas para Chester. Esses prédios se agrupam principalmente no centro da cidade, na Rua Barker, Rua Beam, Churchyard Side, Rua High e Rua Hospital, e se estendem pelo Weaver em Welsh Row. A maioria delas está dentro dos 38 hectares da área de conservação, que segue amplamente os limites da cidade medieval tardia e pós-medieval inicial.
O edifício mais antigo classificado é a Igreja de St Mary, do século XIV, classificada como Grau I. Sabe-se que dois outros edifícios classificados são anteriores ao incêndio de 1583: Sweetbriar Hall e a Churche's Mansion, listada como Grau I, ambas mansões elisabetanas com enxaimel. Poucos anos após o incêndio, William Camden descreveu Nantwich como a "cidade mais bem construída do condado". Entre os prédios com estrutura de madeira particularmente bons da reconstrução da cidade estão o 46 High Street e a coaching inn (pousada) Crown, classificada como Grau I. Muitos edifícios em enxaimel, como o 140-142 Hospital Street, foram escondidos atrás de tijolos ou reboco. Nantwich tem muitas casas georgianas, sendo bons exemplos o Dysart Buildings, 9 Mill Street, Townwell House e 83 Welsh Row. Vários exemplos da arquitetura corporativa vitoriana estão listados, incluindo o antigo District Bank, de Alfred Waterhouse. O edifício mais recente listado é o 1-5 Pillory Street, um bloco de esquina curvo em estilo francês do século XVII, que data de 1911. A maioria dos edifícios tombados da cidade era originalmente residencial, mas há igrejas, capelas, casas públicas, escolas, bancos, almshouses e workhouses. Estruturas incomuns listadas incluem um bloco de montagem, doze pilaretes de ferro fundido, um portão de pedra, dois muros de jardim e uma casa de veraneio.
Dorfold Hall é uma mansão jacobina classificada como Grau I no vilarejo vizinho de Acton, considerada por Pevsner uma das duas melhores casas jacobinas de Cheshire. Seus terrenos abrigam o Nantwich Show todo verão, incluindo, até 2021, o Prêmio International de Queijos.
O Museu de Nantwich, na Rua Pillory, tem galerias sobre a história da cidade, incluindo a fabricação de sal romana, o Grande Incêndio de Nantwich dos Tudor, a Batalha da Guerra Civil de Nantwich (1644) e os mais recentes setores de calçados, roupas e queijos locais. O Bunker Nuclear Secreto Hack Green, a poucos quilômetros da cidade, é um antigo bunker nuclear de propriedade do governo, hoje um museu. Também na Rua Pillory fica o Teatro Nantwich Players, com 82 lugares, que apresenta cerca de cinco peças por ano.
O nome da Avenida Jan Palach, no sul da cidade, comemora a autoimolação de um estudante na Checoslováquia em 1969.

## Geografia

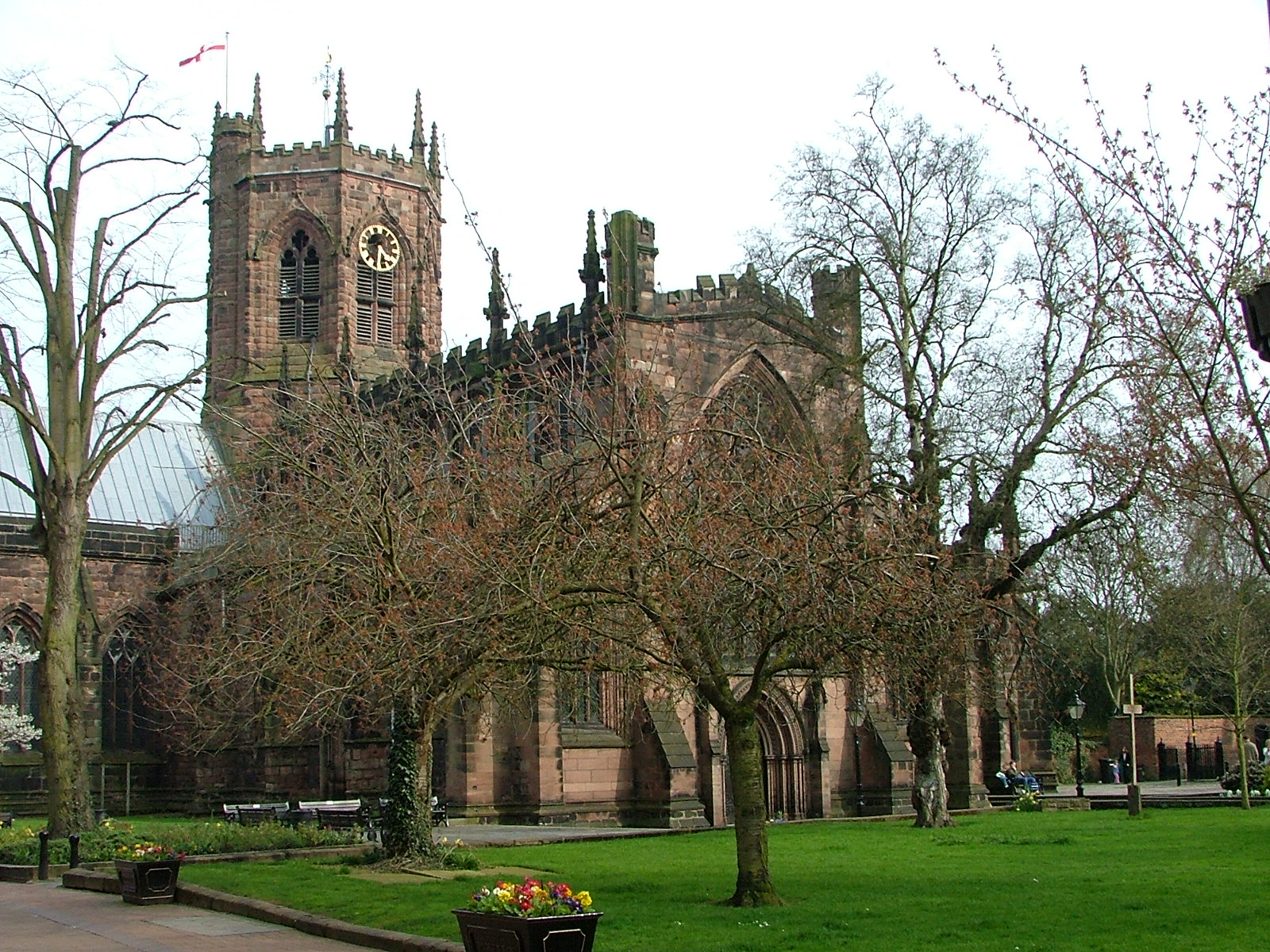
Igreja de St Mary

Nantwich fica na planície de Cheshire, às margens do Rio Weaver. O Canal Shropshire Union corre a oeste da cidade em um aterro, cruzando a A534 por meio de um aqueduto de ferro. A bacia é um ancoradouro frequente para os visitantes da cidade. Ele se junta ao Canal Llangollen em Hurleston, ao norte. A cidade fica a cerca de 4 milhas a sudoeste de Crewe e a 20 milhas a sudeste de Chester. O principal entroncamento rodoviário da cidade é o ponto de encontro das estradas A51, A500, A529, A530 e A534. O trecho da A534, de Nantwich até a fronteira com o País de Gales, é considerado um dos dez piores trechos de estrada da Inglaterra em termos de segurança rodoviária.
A torre da Igreja de St Mary foi a origem (meridiano) dos mapas de 6 polegadas e 1:2500 da Ordnance Survey de Cheshire.

## Transporte público
A estação ferroviária de Nantwich fica na linha que liga Crewe a Whitchurch, Shrewsbury e outras cidades ao longo da fronteira com o País de Gales. Ela é servida principalmente por trens de parada entre Crewe e Shrewsbury.
A Arriva, a D&G Bus e algumas empresas menores operam rotas de ônibus em Nantwich e arredores, algumas com financiamento do conselho de Cheshire East.

## Educação
A cidade tem oito escolas primárias (Highfields Community, Willaston Primary Academy, Millfields, Pear Tree, St Anne's (Católica), Stapeley Broad Lane (Igreja da Inglaterra), The Weaver e Nantwich Primary Academy) e duas escolas secundárias, as escolas Brine Leas e Malbank e Faculdade Sixth Form. A Faculdade de Reaseheath oferece cursos de educação continuada e ensino superior em conjunto com a Universidade Harper Adams e a Universidade de Chester. Em setembro de 2010, foi inaugurada uma faculdade de sexto grau em Brine Leas.
Para os Jogos Olímpicos de Londres 2012, a Escola Malbank e a Faculdade Sixth Form foram indicadas para representar o Noroeste.

## Esportes

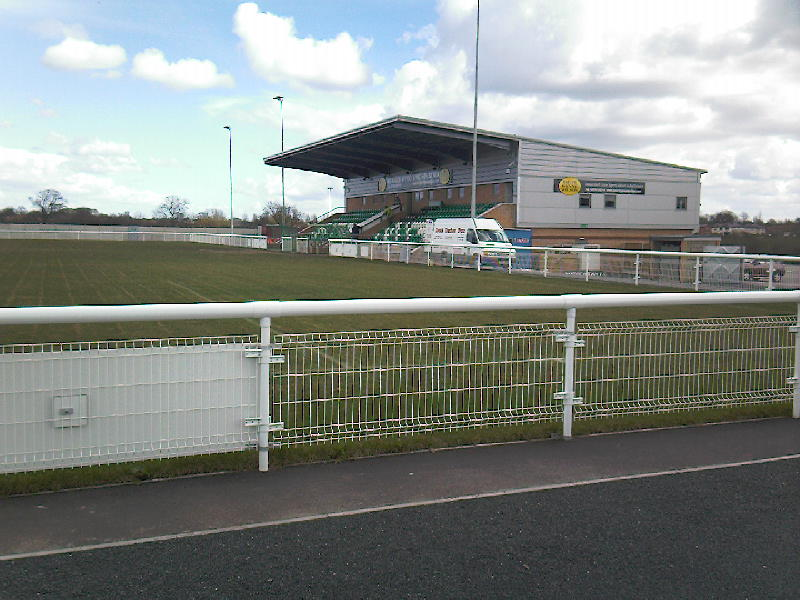
O Estádio Weaver

O clube de futebol da cidade, o Nantwich Town, compete e, em 2006, ganhou o FA Vase. Ele joga no Estádio Weaver, inaugurado em 2007.
O rugby union é jogado em dois clubes. O Crewe and Nantwich RUFC, fundado em 1922, está sediado no Vagrants Sports Club, em Newcastle Road, Willaston, e tem quatro equipes seniores, incluindo uma equipe feminina; o primeiro jogo XV no Midlands 1 West (Nível 6). Possui o credenciamento Club Mark, o selo de aprovação RFU e tem uma seção mini e júnior com mais de 250 jovens de 5 a 18 anos participando todos os domingos, com uma seção feminina. O Acton Nomads RFC, fundado em 2009, ganhou o prêmio "This is Rugby" do RFU Presidents XV de 2010; tem dois times sênior.
Na liga de rugby, o Crewe & Nantwich Steamers joga no Barony Park, Nantwich, que também é a sede do Acton Nomads RFC.
O clube de críquete da cidade, em Whitehouse Lane, ganhou o título da Cheshire County Premier League, credenciado pelo ECB, em 2010, 2011, 2012 e 2018. Ele recebe regularmente partidas de críquete do Cheshire Minor County. No meio da temporada de 2017, o jogador de boliche Jimmy Warrington se tornou o primeiro jogador na história da Cheshire County Premier League a conquistar 500 postigos. Em 2019, o Nantwich chegou à final do ECB National Club Cricket Championship. Na final, disputada em Lord's, enfrentou o Swardeston e perdeu por 53 corridas.

## Mídia
O Sentinel diário, o Nantwich Chronicle e o Crewe and Nantwich Guardian semanais e o Dabber mensal cobrem a cidade.
A cobertura de TV local é fornecida pela BBC North West e ITV Granada a partir do transmissor de TV Winter Hill.
As estações de rádio da área de Nantwich incluem a BBC Radio Stoke, a Silk 106.9 de Macclesfield, a Signal 1 e a Greatest Hits Radio Staffordshire & Cheshire de Stoke-on-Trent, a rádio comunitária The Cat 107.9 de Crewe e a organização de rádio e rede on-line RedShift Radio de Nantwich.
O The Nantwich News é um blog hiperlocal para eventos e questões locais. O site inNantwich fornece informações sobre Nantwich, incluindo lojas, empresas, escolas, pontos de wifi, estacionamento e banheiros.

## Eventos

### Premiação de queijos
Até 2019, o Prêmio Internacional do Queijo anual era realizado em julho de cada ano durante o Nantwich Show, na propriedade Dorfold Hall. Em 2021, foi anunciado que o prêmio seria transferido para o Staffordshire Show Grounds e não faria mais parte do evento Nantwich Show.

### Encantamento de minhocas
Os campeonatos mundiais anuais de encantamento de minhocas são realizados na Escola Primária de Willaston em Willaston, cerca de três quilômetros a leste de Nantwich. Eles começaram em 1980. Os participantes batem furiosamente no chão para pegar minhocas. O concurso está crescendo em popularidade, mas muda pouco. As minhocas são liberadas novamente no mesmo dia.

### Jazz e blues
Desde 1996, Nantwich sedia anualmente o Festival de Jazz e Blues de Nantwich no fim de semana do feriado bancário da Páscoa. Artistas de jazz e blues de todo o país se apresentam em pubs e locais de eventos.

### Festival gastronômico
O Festival Gastronômico de Nantwich anual é realizado no centro da cidade no primeiro fim de semana de setembro. Restabelecido como um festival de entrada gratuita em 2010, ele atrai vários produtores artesanais da área local e de outros lugares, além de oferecer demonstrações de chefs, atividades familiares e entretenimento. Ele atrai cerca de 30.000 visitantes por ano.

## Pessoas notáveis

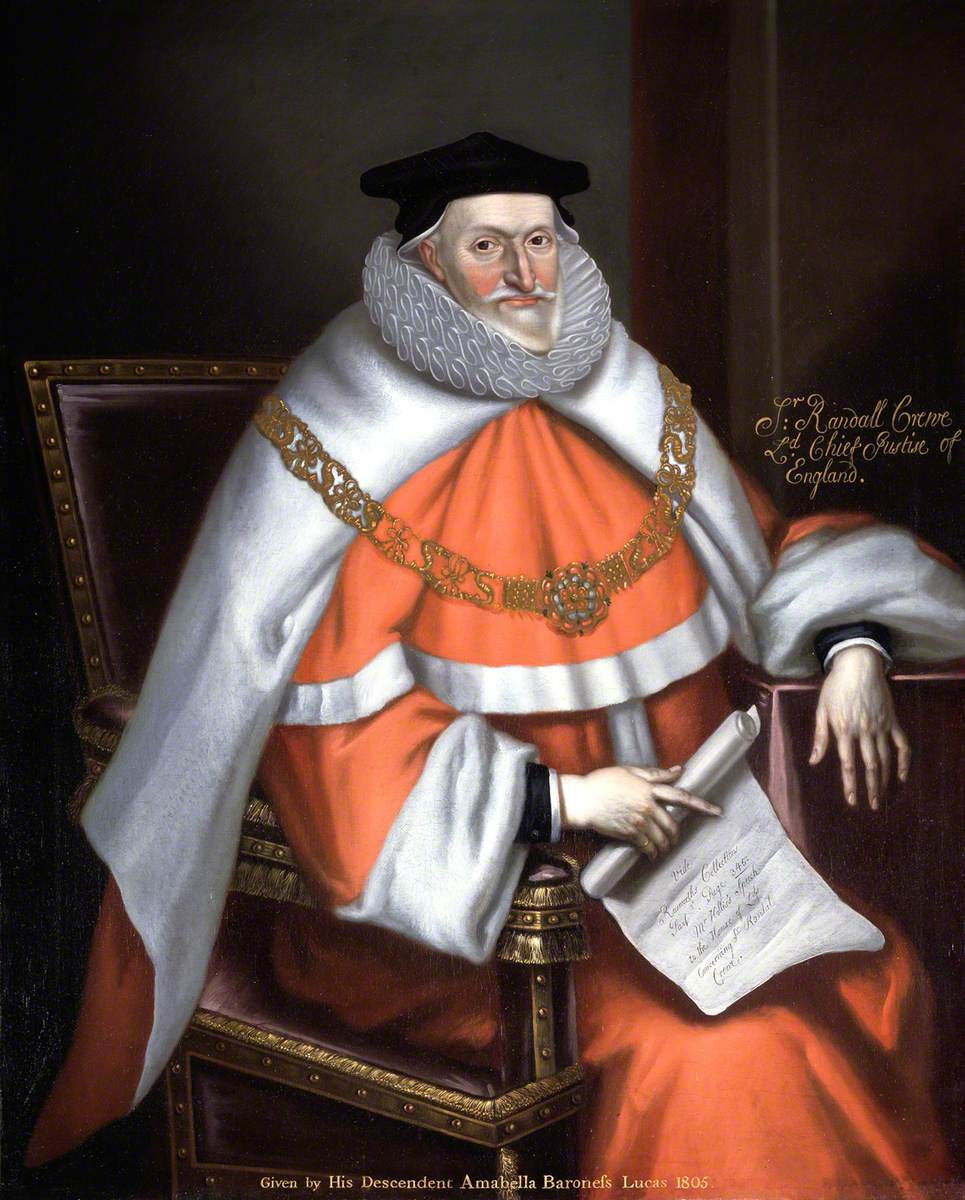
Sir Ranulph Crewe

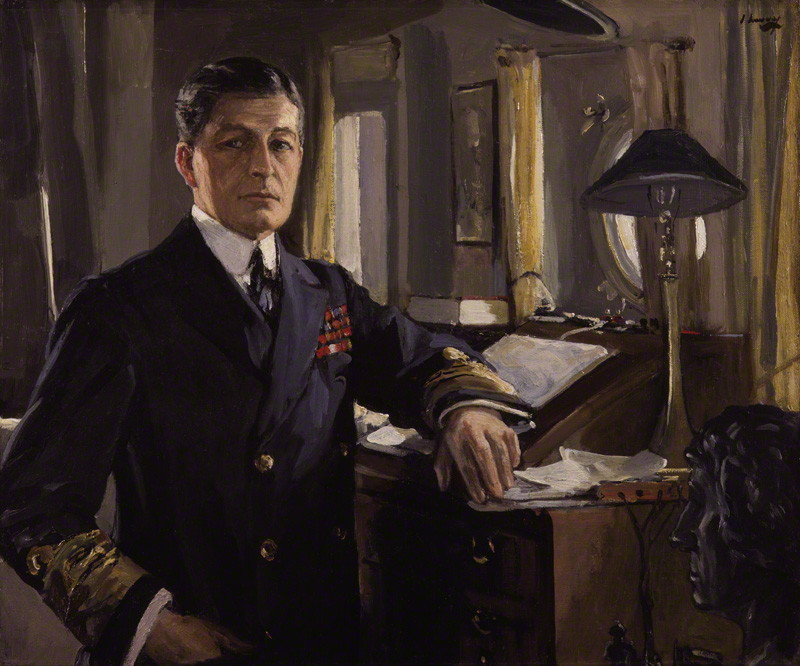
David Richard Beatty, 1917

### Serviço público
- Sir Nicholas Colfox (prosperou em 1400, de Nantwich) foi um cavaleiro medieval envolvido no assassinato de Thomas de Woodstock, 1º duque de Gloucester, tio do Rei Ricardo II, em 1397.
- O Beato Thomas Holford (1541-1588), professor protestante e depois padre católico, foi martirizado em Clerkenwell e beatificado em 1896.[62]
- Sir Roger Wilbraham (1553 em Nantwich - 1616), proeminente advogado inglês.[63] e procurador-geral da Irlanda no governo de Elizabeth I.
- Roger Mainwaring (falecido em 1590), juiz elisabetano na Irlanda, nasceu em Nantwich.[64]
- Sir Ranulph Crewe (1559 em Nantwich - 1646),[65] Presidente do Supremo Tribunal de Justiça.
- Sir William Brereton, 1º Baronete (1604-1661) estabeleceu seu quartel-general em Nantwich durante a Guerra Civil Inglesa em 1643.[66]
- Matthew Henry (1662-1714), um ministro britânico não-conformista, morreu de apoplexia em Nantwich.[67]
- Hanmer George Warrington (c. 1776 em Acton - 1847), oficial do Exército Britânico, tornou-se cônsul geral na Costa da Barbária por 32 anos.
- George Latham (1800 em Nantwich - 1871), arquiteto
- Eddowes Bowman (1810 em Nantwich - 1869), tutor dissidente.[68]
- Thomas Egerton Hale VC CB (1832 em Nantwich - 1909), ganhador da Cruz Vitória.[69]
- Thomas Bower (1838-1919), arquiteto e agrimensor inglês, residiu em Nantwich
- William Pickersgill (1861 em Nantwich - 1928) foi engenheiro mecânico chefe da Caledonian Railway até 1923.[70]
- David Beatty, 1.º Conde Beatty (1871 em Stapeley - 1936), Almirante da Frota
- Sir Andrew Witty (nascido em 1964), CEO da GlaxoSmithKline, estudou na Escola Malbank em Nantwich.

### Política

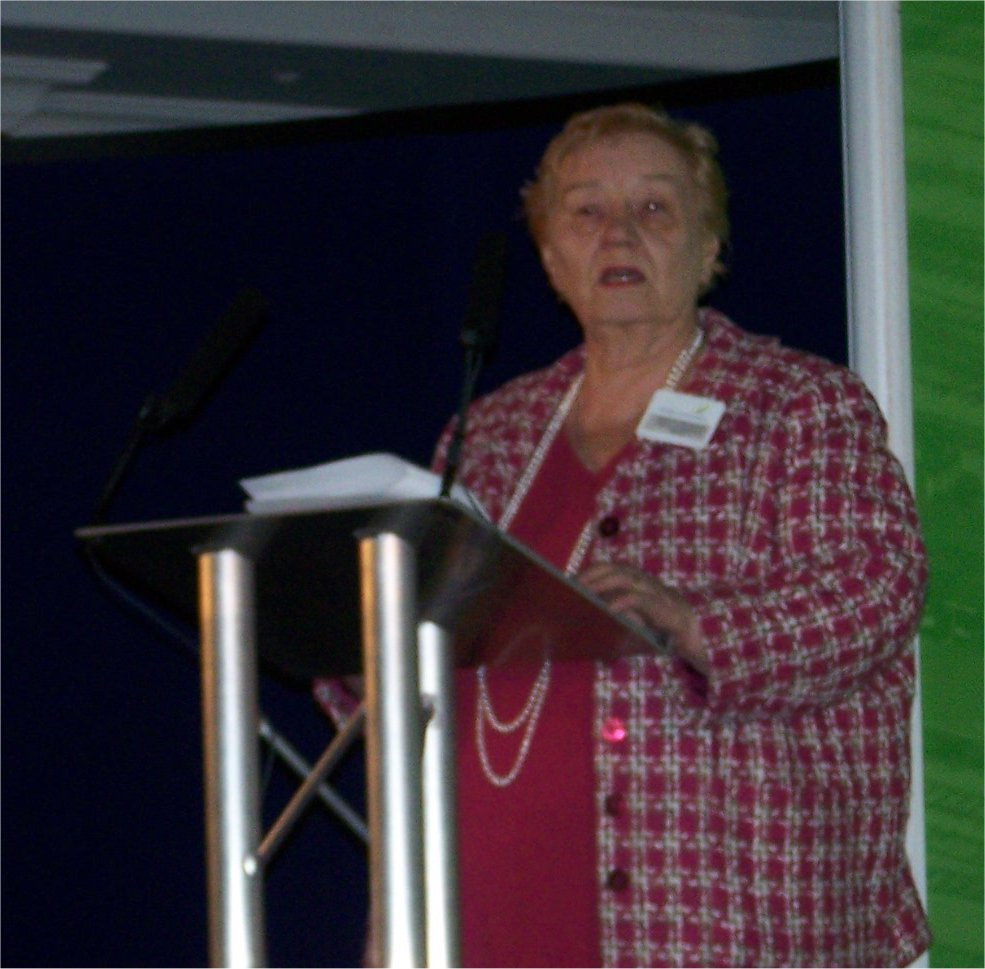
Gwyneth Dunwoody, 2008

- Roger Wilbraham FRS (1743 em Nantwich - 1829), deputado, bibliófilo, antiquário, historiador local, publicou trabalhos sobre os dialetos de Cheshire.[71]
- Robert Grant-Ferris, Barão Harvington (1907-1997), vice-presidente da Câmara dos Comuns de 1970 a 1974, foi deputado por Nantwich.[72]
- Michael Winstanley, Barão Winstanley (1918-1993), deputado liberal.[73]
- Gwyneth Dunwoody (1930-2008), política do Partido Trabalhista Britânico de 1974 até sua morte em 2008,[74] deputada por Exeter de 1966 a 1970 e depois por Crewe (mais tarde Crewe e Nantwich)
- Mike Wood (nascido em 1946), deputado trabalhista por Batley e Spen de 1997 a 2015, estudou em Nantwich.[75]
- John Dwyer (nascido por volta de 1950), policial, conselheiro do distrito, chefe de polícia assistente e comissário de polícia e crime de Cheshire.[76]
- Laura Smith (nascida em 1985) é uma política do Partido Trabalhista e conselheira de Crewe South desde 2020. Ela foi membro do Parlamento representando Crewe e Nantwich em 2017-2019.[77]

### Ciência

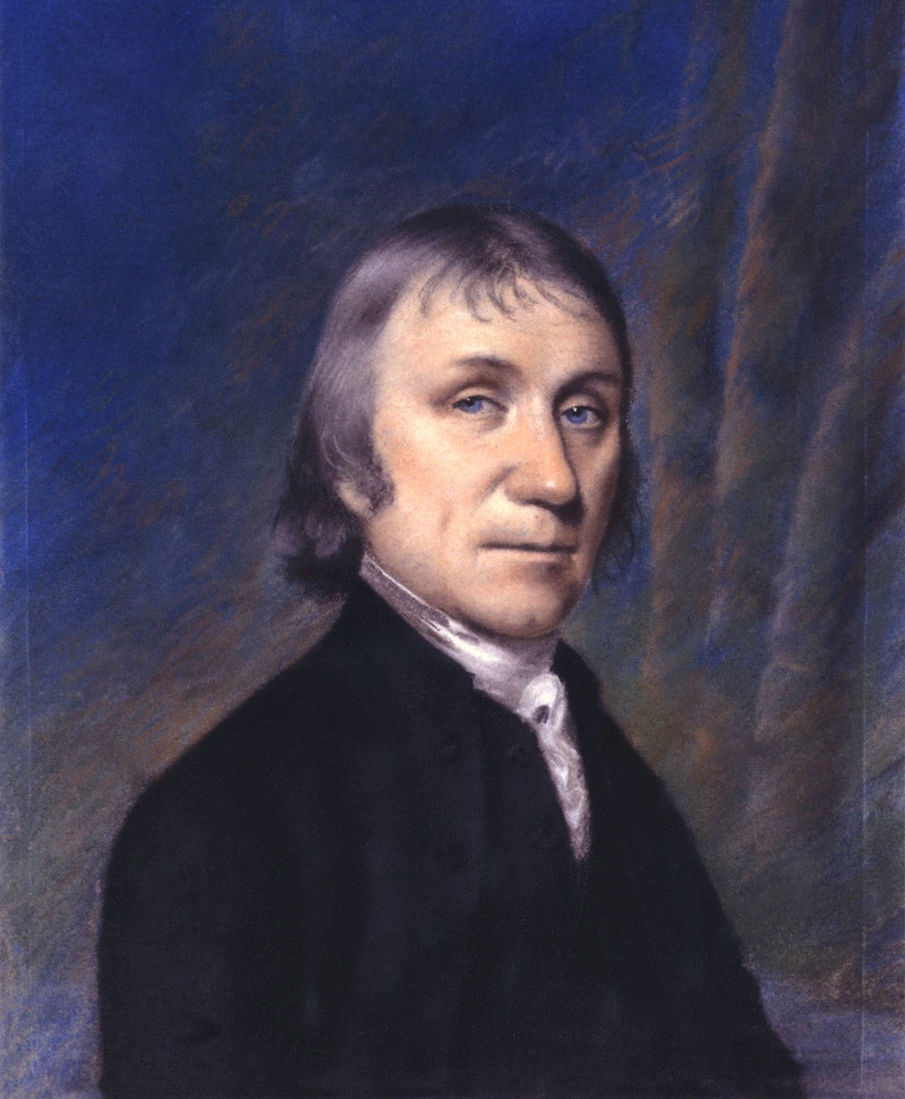
Joseph Priestley, 1794

- John Gerard (1545 em Nantwich - 1612), botânico[78] e autor de Herball, or Generall Historie of Plantes (1597).[79][80]
- Joseph Priestley (1733-1804), codescobridor do oxigênio, ministro não-conformista e professor, viveu em Nantwich de 1758 a 1761.[81]
- Sir William Bowman (1816 em Nantwich - 1892), cirurgião, histologista, anatomista e oftalmologista.[82]
- Albert Thomas Price (1903 em Nantwich - 1978), geofísico,[83] desenvolveu modelos matemáticos sobre indução eletromagnética global.
- Sir Kenneth Mather CBE FRS (1911 em Nantwich - 1990), geneticista e botânico britânico
- Professor Stephen Eichhorn (1974 - 1990 em Nantwich), cientista britânico de materiais

### Artes

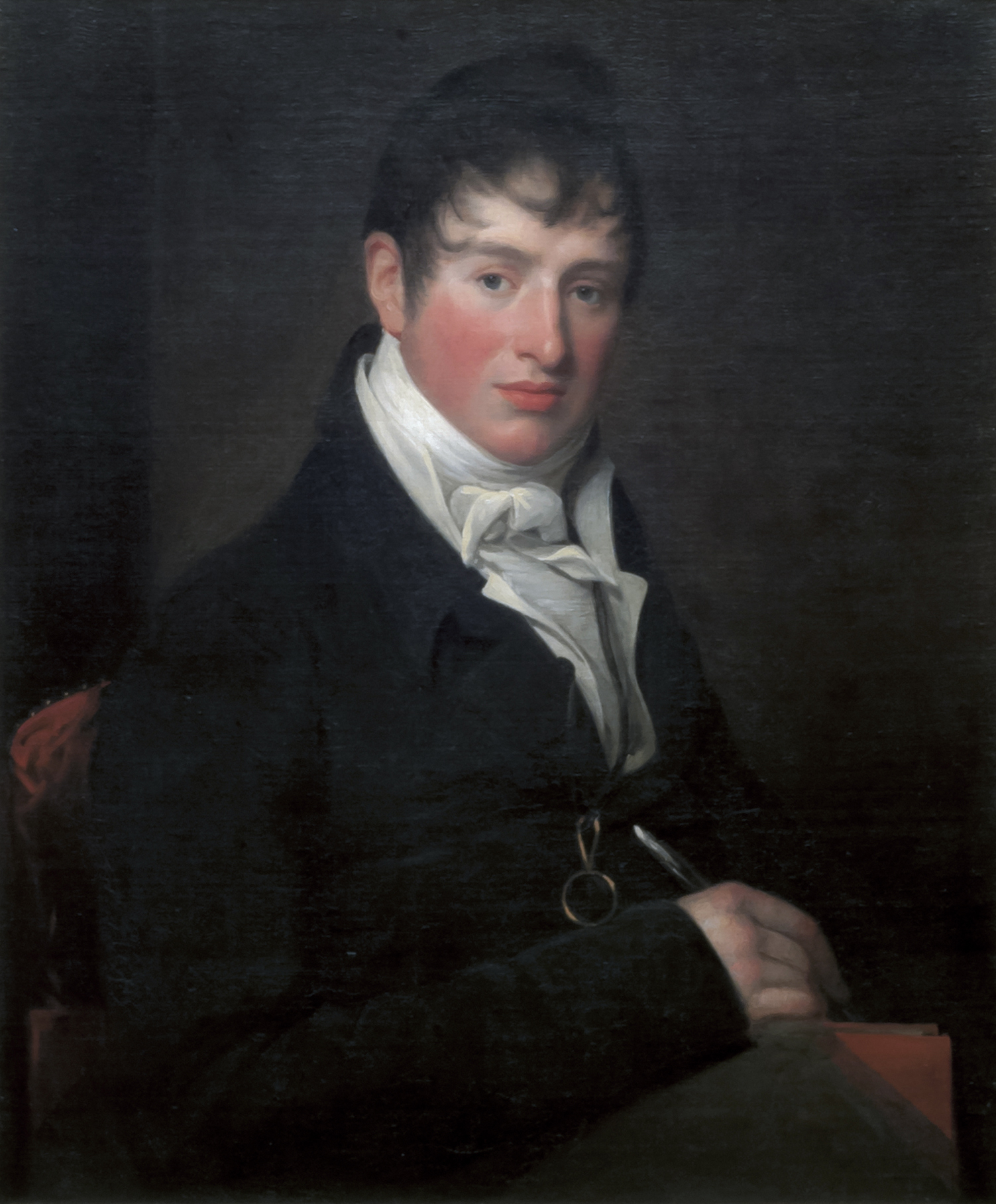
Peter Bayley, c.1810

- Isabella Whitney (nascida em 1545 em Coole Pilate - 1577), foi provavelmente a primeira mulher poeta e escritora profissional da Inglaterra.
- Geoffrey Whitney (c. 1548 em Acton - c. 1601), poeta.[84]
- Briget Paget (1570 em Nantwich - c. 1647), puritana, atuou como executora literária e editora de seu marido John Paget.
- O Reverendo Joseph Partridge (1724-1796), carroceiro, antiquário e historiador, escreveu a primeira história da cidade em 1774.[85]
- Peter Bayley (1779 em Nantwich - 1823), escritor e poeta.[86]
- James Hall (1846-1914), morou na cidade por 40 anos e escreveu sua história.[87]
- Penny Jordan (1946-2011), escritora de mais de 200 romances.[88]
- Ben Miller (nascido em 1966), ator, diretor e comediante, cresceu em Nantwich.
- Thea Gilmore (nascida em 1979), cantora e compositora, mora em Nantwich.[89]
- Alex "A. J." Pritchard (nascido em 1994), dançarino de dança de salão e latina, que ganhou fama no programa de televisão da BBC Strictly Come Dancing, estudou em Nantwich.[90]
- Blitz Kids (ativa de 2006 a 2015) foi uma banda inglesa de rock alternativo originária de Nantwich e Crewe.

### Esportes

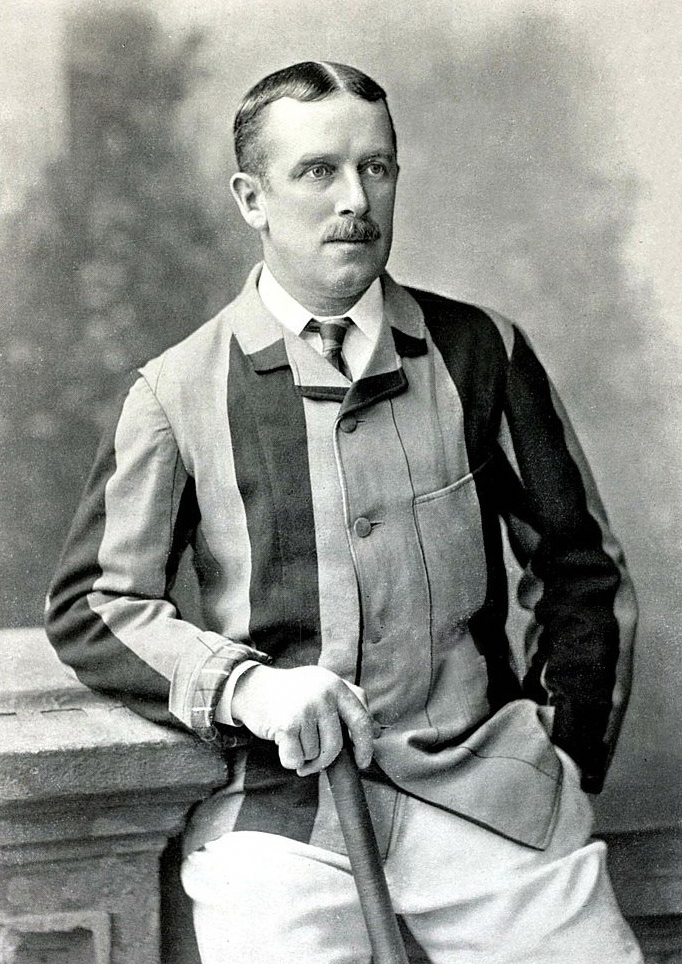
A. N. Hornby

- William Downes (1843 em Nantwich - 1896), jogador de críquete da Nova Zelândia
- A. N. Hornby (1847-1925), o primeiro capitão da Inglaterra tanto no críquete quanto no rugby; enterrado no cemitério da igreja de Acton, Nantwich
- George Davenport (1860-1902), jogador de críquete
- John Wright (1861-1912), jogador de críquete
- Harry Stafford (1869-1940), jogador de futebol,[91] fez 271 jogos profissionais. Mais tarde, ele foi hoteleiro no Canadá.
- Ernest Piggott (1878-1967), jóquei de corridas de salto.
- Alf Lythgoe (1907 em Nantwich - 1967), jogador de futebol, fez 191 jogos profissionais pelo Stockport County e Huddersfield Town antes de se tornar gerente do Altrincham, time que não faz parte da liga.
- Dario Gradi, (nascido em 1941), gerente[92] do Crewe Alexandra (1983-2007 e 2009-2011), mora em Willaston
- Ian Cowap (1950-2016), jogador de críquete
- Ashley Westwood (nascido em 1990 em Nantwich), jogador de futebol do Crewe, Aston Villa e Burnley.[93]